# Aningaaq
Aningaaq ist ein Kurzfilm von 2013. Er wurde zusätzlich zum Film Gravity erstellt.

## Handlung
Der grönländische Fischer Aningaaq angelt im (fiktiven) vereisten Fjord „Sikvivitsoq“ (Sikuiuitsoq) weit weg von Qaarsut. Plötzlich meldet sich eine Frauenstimme auf seiner mitgeführten Funkanlage. Die Frauenstimme erbittet Hilfe, ruft SOS und Mayday und richtet ihre Funksprüche nach „Houston“. Der Fischer kann kein Wort verstehen, erzählt stattdessen von seiner alten und kranken Hündin Naanak und summt danach seinem schreienden Baby ein Schlaflied vor. Als die Funksignale verstummen, dreht sich der Fischer weg und erschießt seinen Hund.

## Hintergrund
Der Kurzfilm spielt parallel zur Stelle im Film Gravity, während Dr. Ryan Stone ein SOS-Signal aus ihrer Sojus-Kapsel zur Erde sendet. Statt einer Antwort hört sie ein ihr unverständliches Sprechen, einen jaulenden Hund und ein schreiendes Baby.
Der Kurzfilm hätte ursprünglich im Abspann des Filmes Gravity laufen sollen. Man entschied sich aber zu einer separaten Veröffentlichung. Gelegentlich wird er nach dem Film Gravity gezeigt, so auch bei der Uraufführung in Venedig. Der Autor und Regisseur Jonás Cuarón ist der Sohn des Gravity-Regisseurs Alfonso Cuarón.